# Keyyo
Kristina Petrushina, född 27 februari 1997 i Omsk i Ryssland, är en rysk-svensk programledare och komiker som mellan 2007 och 2017 drev en YouTube-kanal under namnet Keyyo. Hon har medverkat i ett flertal medieproduktioner och varit programledare i TV och vid olika arrangemang. Mellan 2017 och 2024 drev hon podcasten ”Frågar åt en kompis” tillsammans med Hampus Hedström.

## Uppväxt
Petrushina flyttade vid åtta års ålder från Omsk till Smedjebacken i Dalarna tillsammans med sin mor. Hon studerade estetiska programmet med inriktning teater på Schillerska gymnasiet i Göteborg och flyttade därefter till Stockholm.

## Karriär

### Youtube
Petrushina började videoblogga då hon var 10 år gammal och publicerade dem på Youtube från 13 års ålder. I videobloggarna pratade hon om vardagliga händelser, spelade små sketcher med olika karaktärer såsom ryska "Natalia", rikemansdottern "Fredrica" och nörden "Per-Erik" och tog upp ämnen om hur det är att vara ung i dag.

### Television
Våren 2014 fick Petrushina en egen humorserie på SVT Play kallad Keyyo & Co. Manuset till serien skrevs tillsammans med komikern Sissela Benn som också regisserade. År 2014 vann hon pris som årets stjärnskott på Youtube-galan Guldtuben. Inför valet 2014 medverkade Petrushina i SVT Humors program Valfeber tillsammans med William Spetz, Clara Henry och gruppen I Just Want To Be Cool.
Hösten 2015 gav SVT Play ut en ny säsong av Petrushinas webbserie, nu kallad Ombytta roller med Keyyo, som handlar om att Petrushina skaffar ett sommarjobb. På Guldtuben-galan 2016 utsågs hon till Sveriges roligaste Youtuber när hon tog emot pris för årets humorkanal (vilket gjorde henne till den första kvinnliga nominerade och mottagare av priset), vann pris för bästa samarbete tillsammans med Clara Henry samt var även konferencier för galan tillsammans med Kodjo Akolor.
Petrushina gjorde rollen som "Irina" i SVT-serien Må underbart med Tiffany Persson (2016), där Anders Jansson spelade huvudrollen.
Petrushina ledde tillsammans med Carina Berg Barncancergalan – Det svenska humorpriset 2016. Hon var även med i TV4:s Fångarna på fortet 2016.
Åren 2017–2018 ledde Petrushina Talang Sverige i TV4 tillsammans med Pär Lernström.
I augusti 2017 startade hon en podcast tillsammans med Hampus Hedström. Podcasten fick titeln Frågar åt en kompis. I podcasten diskuterade de olika tabubelagda ämnen, som ofta gömdes bakom ursäkten ”jag frågar bara åt en kompis”. En signaturfråga för podden var ”Är bröstmjölk veganskt?”. Hösten 2017 blev hon en av åtta programledare för Morgonpasset i P3.
Våren 2019 reste Petrushina tillsammans med Johan Rheborg på studieresa till Ryssland i programmet Keyyo med Rheborg i Ryssland för SVT.
År 2021 kom Petrushina på tredje plats i den sextonde säsongen av TV-programmet Let's Dance på TV4. Hennes danspartner i programmet var Hugo Gustafsson.
Hösten 2021 ledde hon galan Svenska hjältar.
Åren 2021/2022 satt hon i juryn för Svenska hjältar.
År 2021 var Petrushina en av huvudpersonerna i Svenska powerkvinnor på TV3.
År 2025 var hon programledare för Melodifestivalen 2025 tillsammans med Edvin Törnblom.

### Scen
Petrushina hade våren 2018 premiär av sin Sverigeturné för den egenskrivna föreställningen Ryssen kommer!, där hon skrev manus själv och regisserades av Anna Vnuk. Föreställningen fick även en fortsättning under hösten 2018.

## Priser och utmärkelser
- 2014 – Årets svenska stjärnskott: Guldtuben[7]
- 2016 – Årets humorkanal: Guldtuben[26]
- 2016 – Årets Collab med Clara Henry i Guldtuben: "Try not to laugh challenge"[27]
- 2016 – Årets Instagram vid Big Buzz! Awards[28]

## TV
- 2014 – Keyyo och co (säsong 1)
- 2014 – Valfeber
- 2015 – Ombytta roller med Keyyo (säsong 2)
- 2016 – Må underbart med Tiffany Persson
- 2016 – Skolan (TV-serie)
- 2017 – Skitlycklig (TV-serie)
- 2019 – Keyyo med Rheborg i Ryssland (Realityserie)
- 2020 – Bäst i test (underhållningsprogram)
- 2020 – 1/2 rum och kök (inredningsprogram)
- 2021 – Let's Dance
- 2021 – Svenska powerkvinnor
- 2021 – The Journey
- 2021 – Är du helt hundra?
- 2022 – Secret Song Sverige
- 2024 – LOL: Skrattar bäst som skrattar sist
- 2025 – Melodifestivalen 2025

## Programledarroller
- 2016 – Guldtuben
- 2016 – Det svenska Humorpriset - Barncancergalan
- 2017 – Talang Sverige
- 2017 – Rockbjörnen
- 2017 – Morgonpasset i P3
- 2018 – Talang Sverige
- 2019 – Barncancergalan - Det Svenska Humorpriset
- 2020 – 1/2 rum och kök
- 2021 – Tillsammans mot Cancer
- 2021 – Är du helt hundra?
- 2023 – Hotell Romantik (TV-serie) Säsong 1
- 2024 – Hotell Romantik (TV-serie) Säsong 2
- 2025 – Melodifestivalen tillsammans med Edvin Törnblom